# Elleanthus stolonifer
Elleanthus stolonifer är en orkidéart som beskrevs av Barringer. Elleanthus stolonifer ingår i släktet Elleanthus och familjen orkidéer. Inga underarter finns listade i Catalogue of Life.